# Chlorophonia cyanea
BrasilItatiaia (Río de Janeiro)
El tangará bonito o clorofonia verdeazul (Chlorophonia cyanea) es un ave de colores perteneciente a la familia Fringillidae, antiguamente considerado como miembro de los Thraupidae. Habita en Sudamérica, donde es un ave relativamente común.

## Descripción
Es un ave pequeña y redondeada, de color mayormente verde (cabeza y parte de las alas). El vientre es de color amarillo, y su espalda, cuello y líneas alrededor de los ojos tienen un tono azul celeste. Algunas subespecies tienen parte de la cabeza de color amarillo. Las hembras presentan una coloración más opaca que la de los machos; su vientre es más verdoso y las zonas azules son más pálidas. El pico, las patas y los ojos son de color negro.

## Distribución y hábitat

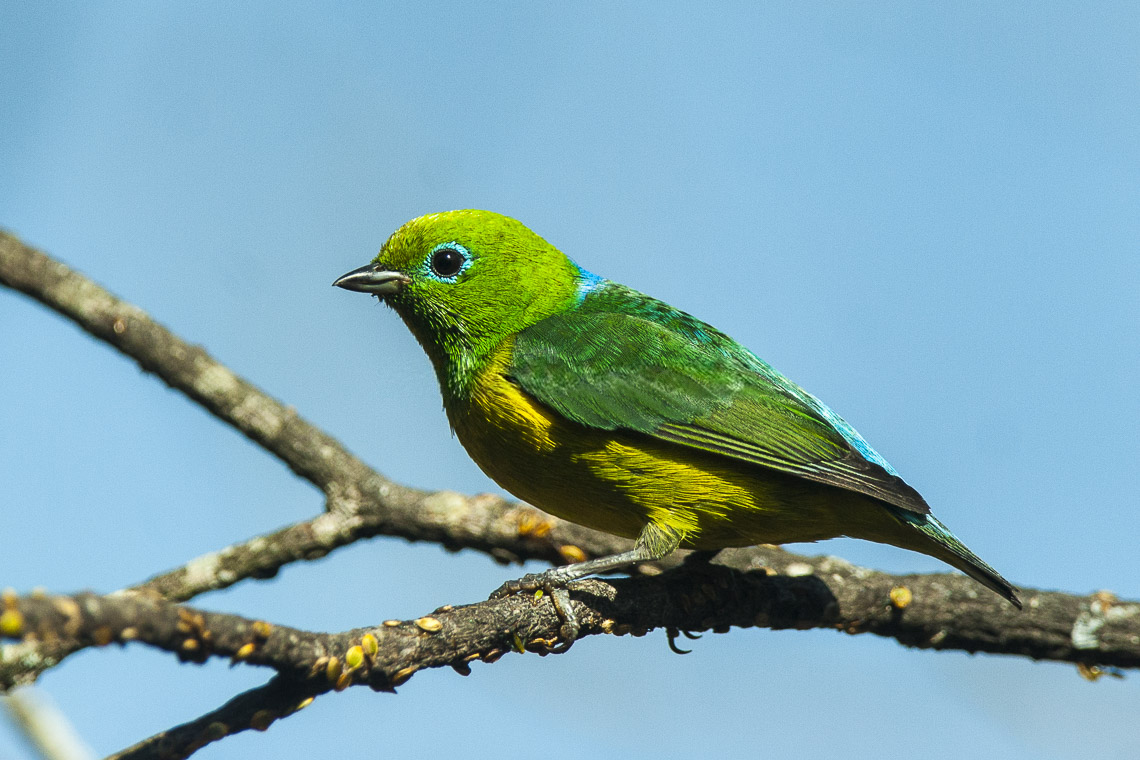
Chlorophonia (Itatiaia, Brasil)

Su distribución es mayormente disjunta. Pueden encontrarse ejemplares de tangará bonito en las zonas selváticas del sudeste de Brasil, el este de Paraguay y el noreste de Argentina, y también en los Andes desde el sur de Bolivia hasta el norte de Venezuela, en la Perijá y la Sierra Nevada de Santa Marta, la costa venezolana y el Tepuy. En Uruguay sólo se la conoce por un specimen proveniente del Departamento de Rocha. Todas las poblaciones prefieren el bosque húmedo, aunque también pueden vivir en jardines y parques cercanos (en especial en la zona de la Mata Atlántica). La mayor parte de las poblaciones viven en las tierras altas subtropicales, aunque numerosos individuos habitan cerca del nivel del mar en la Mata Atlántica.